# Сальников, Владимир Александрович (художник)
Влади́мир Алекса́ндрович Са́льников (10 июня 1948, Чита — 24 июля 2015, Москва) — советский и российский живописец, видеохудожник, художественный критик, теоретик современного искусства.
Полотна Сальникова находятся в музеях и частных коллекциях России, Чехии, Польши, Швейцарии и Люксембурга.

## Биография
Родился в Чите. В 1959 году посещал изостудию свердловского Дворца пионеров. С 1959 по 1961 год занимался в Детской художественной школе при Свердловском художественном училище. С 1961 по 1966 год занимался в Художественной студии при Оренбургском отделении Союза художников РСФСР.
В 1971 году окончил графический факультет Московского полиграфического института.
Впервые выставил свои работы в 1968 году. Первая персональная выставка художника была организована в 1980 году в редакции журнала «Литературное обозрение».
Входил в Редакционный совет «Художественного журнала».
В 1997—2000 годах работал лектором Школы современного искусства Российского государственного гуманитарного университета. С 2003 года — член Института Лифшица.
Жил и работал в Москве.

## Работы находятся в собраниях
- Государственный музей В. В. Маяковского, Москва.
- Государственный центр современного искусства, Москва
- РОСИЗО министерства культуры РФ, Москва.
- Музей искусства XX века, Лодзь, Польша.
- Музей чешской литературы, Прага.
- Коллекция Великой Герцогини Люксембурга.
- Коллекция Эрика Пешлера, Швейцария.

## Персональные выставки
- 1980 — «Персональная выставка». Редакция журнала «Литературное обозрение», Москва.
- 1992 — «Художник и критик» (совм. с арткритиком Людмилой Луниной). Галерея «Студия 20», Москва.
- 1992 — «Научение телу». Лаборатория постклассических исследований Института философии Российской Академии наук, Москва.
- 1993 — «Доверчивый супруг». Галерея «Велта», Москва.
- 1993 — «Man Ray. Cadeau». Лаборатория Центра современного искусства, Москва.
- 1994 — «Остролистовый лес» — «Holliwood». Галерея «Студия 20», Москва.
- 1994 — «Племянница художника Гитлера». Галерея «Obscuri Viri», Москва.
- 1994 — «Племянница художника Гитлера». Институт современного искусства, Санкт-Петербург.
- 1997 — «Стиль жизни — путешествие. Пирамида» (совм. с Ниной Котел). Галерея «Юнион», Москва.
- 1999 — «Ландшафт консервированный. На руинах жанра». Галерея «Юнион», Москва.
- 2018 — «Владимир Сальников. Спасение пространств». Московский музей современного искусства[5]. Москва.